# Rudolf Eisenmann

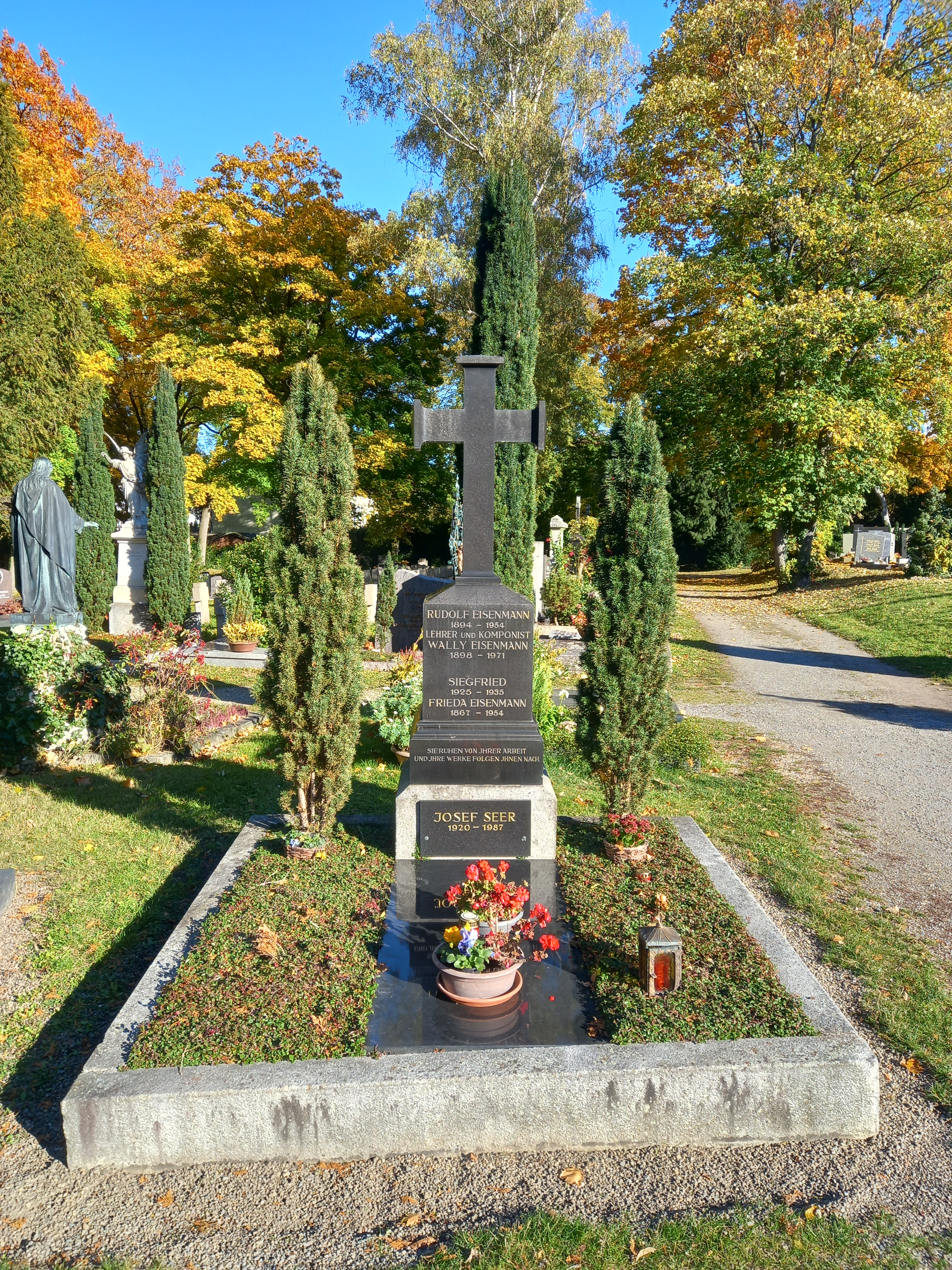
Grab von Rudolf Eisenmann und seiner Ehefrau Wally geborne Allio auf dem Evangelischen Zentralfriedhof Regensburg

Georg Rudolf Eisenmann (* 14. Dezember 1894 in Steinling; † 1. April 1954 in Regensburg) war ein deutscher Dirigent, Komponist und Musikpädagoge.

## Leben
Eisenmann ging als letztes von drei Kindern aus der Ehe des Lehrers Christian Eisenmann (1865–1910) und der Eschenfeldener Bürgermeisterstochter Frieda Pilhofer hervor. Die Volksschule besuchte er in Postbauer. Als Zehnjähriger erhielt er erstmals von seinem Vater Klavier- und Violinunterricht. Im Alter von 14 Jahren kam er nach Neustadt an der Aisch, wo auch er wie sein älterer Bruder Georg die Präparandenschule besuchte. Ebenso wie Georg besuchte dann auch Rudolf noch das Königlich-Bayerische Lehrerseminar in Altdorf bei Nürnberg, das er 1913 erfolgreich abschloss.
Noch vor der Einberufung zum Kriegsdienst in Frankreich und Russland war er bis 1915 als Aushilfslehrer in Poppberg eingesetzt. Bereits zu dieser Zeit entstanden seine ersten Kompositionen. Im Kriegseinsatz wurde er verwundet. Nach Kriegsende war er zunächst Hilfslehrer in Wildenreuth, legte im Juni 1919 in Regensburg den Staatskonkurs ab und unterrichtete dann in Sulzbürg. Zu jener Zeit beschloss er, sich stärker der Musik zu widmen. So nahm er 1920/1921 privat neben seiner Lehrertätigkeit bei August Scharrer in Nürnberg Unterricht in Kontrapunkt, freier Komposition, Partiturlesen, Dirigieren und Instrumentieren. Am 25. September 1929 heiratete er die römisch-katholische Färbermeisterstochter Wally Allio. Da er selbst evangelisch war und auch beruflich evangelischen Religionsunterricht zu halten hatte, kam es zu beruflichen Problemen, sodass er letztendlich 1927 als Musikpädagoge und Lehrer nach Regensburg ging. Von 1929 bis 1932 besuchte er die Meisterklasse für Kontrapunkt, freie Komposition und Formenlehre von Joseph Haas an der Akademie für Tonkunst in München (heute: Hochschule für Musik und Theater München). Zum 1. Mai 1933 trat er der NSDAP bei (Mitgliedsnummer 2.531.927). Während des Zweiten Weltkriegs wurde er erneut zum Kriegsdienst herangezogen.
Eisenmann komponierte zahlreiche Vokal-, Chor- und Instrumentalwerke. Da er während der Zeit des Nationalsozialismus auch Zeittexte vertonte, wurde er 1945 von den US-Besatzern im Spruchkammerverfahren als sogenannter „Mitläufer“ eingestuft und durfte bis 1949 keinen Schuldienst ausüben. Er verstarb 1954 nach einem Schlaganfall und wurde begraben auf dem Evangelischer Zentralfriedhof (Regensburg).

## Auszeichnungen/Ehrungen
- 1953: Max-Reger-Medaille der Stadt Weiden in der Oberpfalz
- 1954: Nordgau-Kulturpreis der Stadt Amberg in der Kategorie „Musik“
- 1956: Benennung der Eisenmannstraße in Regensburg
- Benennung des Rudolf-Eisenmann-Platzes in Parsberg